# Садават
Садава́т (азерб. Sadavat) — село в Агдашском районе Азербайджана.

## Этимология
Название происходит от тюркского корня "сада" и суффикса "ват", название села означает "земля, на которой поздний приплод".

## История
Первые упоминания села датированы началом XX века.
В 1926 году согласно административно-территориальному делению Азербайджанской ССР село относилось к дайре Агдаш Геокчайского уезда.
После реформы административного деления и упразднения уездов в 1929 году был образован Шамсабадский сельсовет в Агдашском районе Азербайджанской ССР.
Согласно административному делению 1961 года село Садават входило в Шамсабадский сельсовет Агдашского района Азербайджанской ССР. С 1971 года село Садават входит в Хосровский сельсовет.
В 1999 году в Азербайджане была проведена административная реформа и был учрежден Арало-Хосровский муниципалитет Агдашского района, куда и вошло село.

## География
Неподалёку от села протекает канал Сарыновуарх.
Село находится в 9 км от райцентра Агдаш и в 225 км от Баку. Ближайшая ж/д станция — Ляки.
Высота села над уровнем моря — 42 м.

## Население
| Численность населения |
| 1979                  |
| --------------------- |
| 150                   |

## Климат
| Показатель                                             | Янв. | Фев. | Март | Апр. | Май  | Июнь | Июль | Авг. | Сен. | Окт. | Нояб. | Дек. | Год  |
| ------------------------------------------------------ | ---- | ---- | ---- | ---- | ---- | ---- | ---- | ---- | ---- | ---- | ----- | ---- | ---- |
| Средний суточный максимум, °C                          | 7    | 8,2  | 12,6 | 20,4 | 25,3 | 29,9 | 33,4 | 32,2 | 27,9 | 21,1 | 14,2  | 9,1  | 20,1 |
| Средняя температура, °C                                | 3    | 4,2  | 8,1  | 14,6 | 19,4 | 23,9 | 27,1 | 25,9 | 22   | 15,9 | 10    | 5,1  | 14,9 |
| Средний суточный минимум, °C                           | −0,9 | 0,2  | 3,6  | 8,9  | 13,6 | 17,9 | 20,8 | 19,7 | 16,2 | 10,8 | 5,9   | 1,2  | 9,8  |
| Норма осадков, мм                                      | 26   | 31   | 36   | 42   | 57   | 40   | 22   | 25   | 27   | 55   | 34    | 28   | 423  |
| Источник: http://en.climate-data.org/location/992259/6 |      |      |      |      |      |      |      |      |      |      |       |      |      |

Среднегодовая температура воздуха в селе составляет +14,9 °C. В селе семиаридный климат.